# Paradosso di Fermi

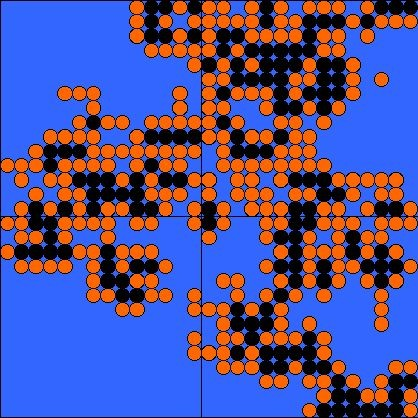
Un modello di colonizzazione della galassia secondo la teoria della percolazione

Il messaggio SETI del 1974: il sistema solare, la molecola del DNA, una figura umana e la parabola del telescopio

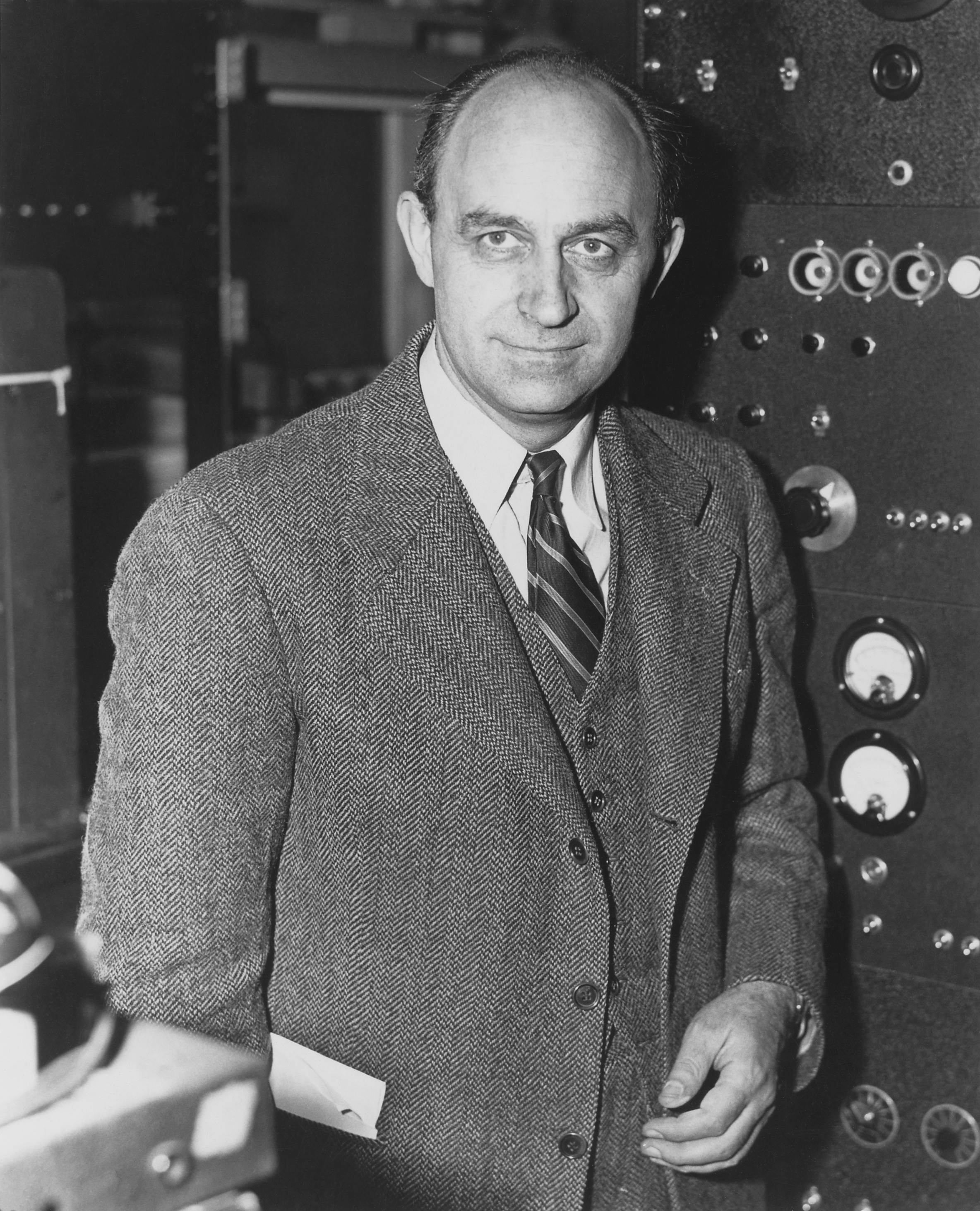
Enrico Fermi nel 1943

Il paradosso di Fermi, attribuito al fisico Enrico Fermi, sorge nel contesto di una valutazione della probabilità di entrare in contatto con forme di vita intelligente extraterrestre.
Si riassume solitamente nel seguente ragionamento: dato l'enorme numero di stelle nell'universo osservabile, è naturale pensare che la vita possa essersi sviluppata in un grande numero di pianeti e che moltissime civiltà extraterrestri evolute siano apparse durante la vita dell'universo. Da tale considerazione nasce la domanda:
«Se l'Universo e la nostra galassia pullulano di civiltà sviluppate, dove sono?»
oppure:
«Se ci sono così tante civiltà evolute, perché non ne abbiamo ancora ricevuto le prove?»
Questo quesito serve di solito come monito alle stime più ottimistiche dell'equazione di Drake, che proporrebbero un universo ricco di pianeti con civiltà avanzate in grado di stabilire comunicazioni radio, inviare sonde o colonizzare altri mondi.
Il "paradosso" è il contrasto tra l'affermazione, sostenuta dalle stime di Drake, che non siamo soli nell'Universo e i dati osservativi che contrastano con questa ipotesi. Ne deriva che: o l'intuizione e le stime come quelle di Drake sono errate, o la nostra osservazione/comprensione dei dati è incompleta.

## Origine del termine
Mentre lavorava nei laboratori di Los Alamos nel 1950, alla mensa del laboratorio, Enrico Fermi prese parte a una conversazione con alcuni colleghi, tra cui Edward Teller. Essa verteva su un avvistamento di UFO riportato dalla stampa, preso in giro da una vignetta satirica. La conversazione si protrasse su vari argomenti correlati, finché improvvisamente Fermi esclamò: «Dove sono tutti?» («Where is everybody?»).

## Possibili soluzioni

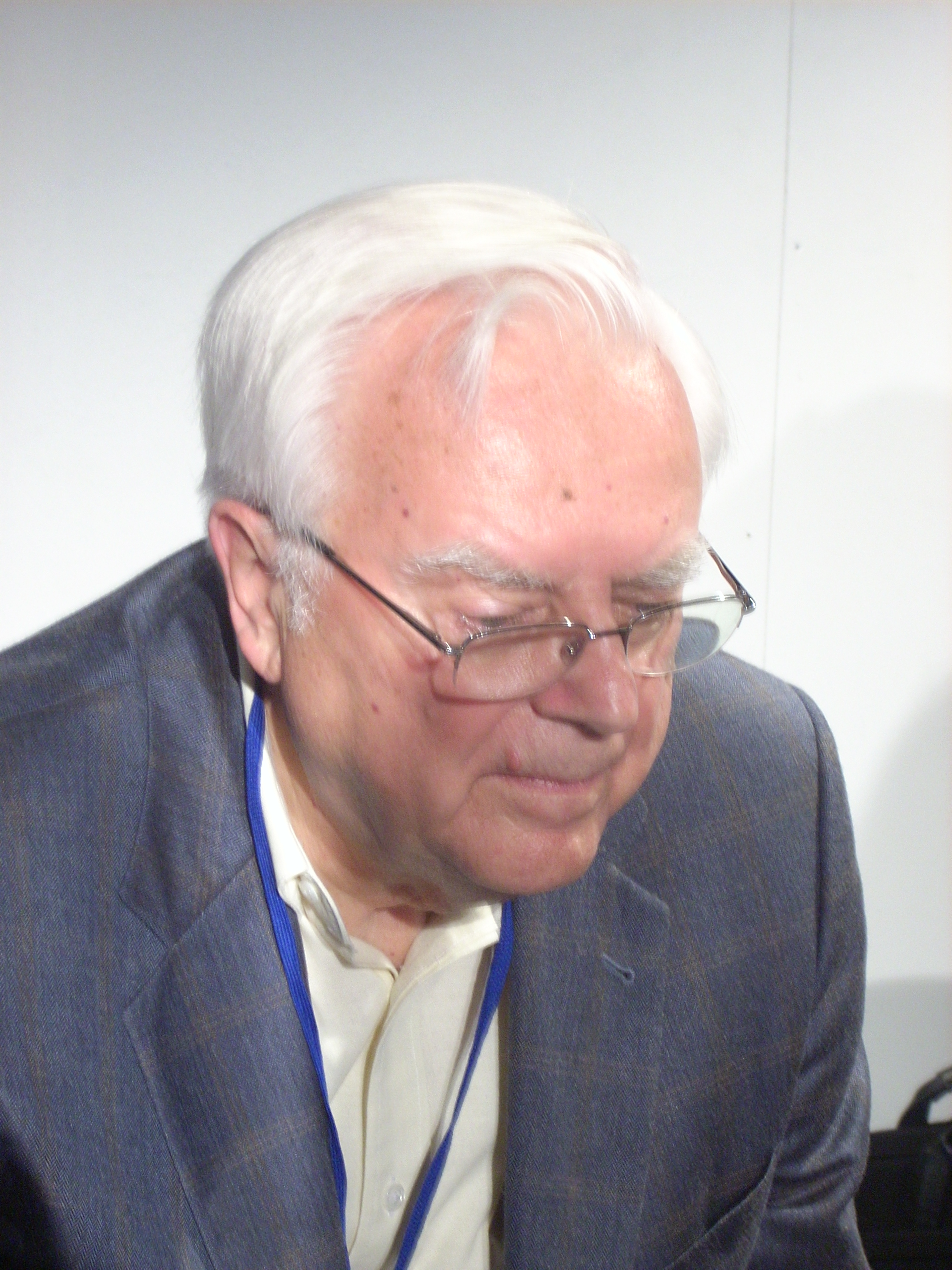
Frank Drake nel 2008

I parametri che figurano nell'equazione di Drake sono tutt'altro che definiti e non risolvono il paradosso. Di seguito sono elencate diverse possibili soluzioni del paradosso di Fermi.

### Siamo soli
La soluzione più semplice è che la probabilità che la vita si evolva spontaneamente nell'Universo fino a produrre una civiltà evoluta sia estremamente bassa.
Molti sono gli elementi contemporaneamente necessari perché la vita come la intendiamo, basata sul carbonio, possa evolversi su un pianeta. Fattori astronomici, come la posizione all'interno della galassia, l'orbita percorsa dal pianeta intorno alla sua stella centrale e la tipologia di quest'ultima, la sua ellitticità e l'inclinazione dell'orbita, nonché la presenza di satelliti naturali dalle caratteristiche della Luna, sono i fattori determinanti alla predisposizione alla vita. Soprattutto, in presenza di condizioni ambientali favorevoli, i componenti genetici della vita, a partire dalle molecole complesse di DNA con capacità di autoreplicazione, sono entità chimiche di elevatissima complessità, per lo sviluppo delle quali non si hanno allo stato attuale modelli provati e verificabili. Inoltre, la nascita della vita nella forma conosciuta, lo sviluppo di forme di vita intelligente e quindi di civiltà richiede che si verifichino molte altre coincidenze. Gli studi sul nostro Sistema solare sembrano confermare l'eccezionalità della vita sulla Terra (ipotesi della rarità della Terra).
Questa tesi può essere contestata sostenendo che la vita non debba necessariamente essere come la si osserva sulla Terra, ma possa evolversi in condizioni differenti, e che non debba necessariamente basarsi sul carbonio. Tuttavia si tratta di una argomentazione completamente speculativa perché di fatto al momento l'unico tipo di vita osservata e sperimentabile è quella presente sulla Terra e basata sulla chimica del carbonio. Inoltre molta dell'incertezza deriva dal fatto che i meccanismi che portano alla nascita della vita sono ignoti e quindi è molto difficile, o impossibile, stimarne la probabilità. Tuttavia l'occorrenza della vita è ritenuta un evento poco probabile anche da parte di alcuni sostenitori dell'esistenza di civiltà aliene. Per scavalcare il problema hanno formulato l'ipotesi della panspermia, cioè la vita può diffondersi facilmente attraverso l'Universo o addirittura, nella forma sostenuta da Francis Crick, può essere deliberatamente diffusa da civiltà evolute. Quest'ipotesi non risolve il problema ma lo sposta su qualche altro mondo, per il quale si può fare la stessa obiezione di estrema improbabilità.

### Le civiltà evolute hanno breve durata
Un parametro dell'equazione di Drake è la durata media delle civiltà tecnologicamente evolute. Drake ne stimò la durata in 10.000 anni (da quando iniziano a poter comunicare con onde radio). Le cause della scomparsa di una civiltà possono essere sia naturali sia culturali. Se una civiltà tende naturalmente ad annientarsi, è solo questione di tempo perché inventi i mezzi necessari. L'unico dato osservativo disponibile è che la nostra civiltà dispone da decenni dei mezzi necessari, ma per ora è sopravvissuta. Anche in questo caso è difficile dire quanto la competizione gerarchica, l'aggressività e l'autoritarismo, elementi del militarismo, siano prerogative della specie umana o siano costanti universali, legate all'evoluzione o all'organizzazione politica degli individui intelligenti. Si consideri che non è necessaria una distruzione totale della specie, ma è sufficiente una involuzione a livelli primitivi dei sopravvissuti per sottrarre la civiltà alla lista di quelle in grado di comunicare.
Anche eventi catastrofici naturali possono considerarsi gravi pericoli per un pianeta vivo: l'impatto di una cometa o di un asteroide, l'eruzione di un supervulcano o l'alterazione delle condizioni climatiche sono minacce alla vita sulla Terra, più volte bersaglio di eventi catastrofici, che hanno causato diverse estinzioni di massa (la più nota è quella dei dinosauri). Eventi di questo tipo sarebbero anche prevedibili da una civiltà più avanzata della nostra, ma difficilmente rimediabili o prevenibili.
Il problema con questa tesi è che non esiste un campione statisticamente valido con cui poter stimare il parametro di durata media di una civiltà evoluta; anzi il campione è allo stato attuale composto da un solo caso: noi. Né siamo in grado di affermare che ne esistano o ne siano esistite altre. Infatti estrapolare tale valore dalle informazioni relative alla nostra esistenza, oltre a non essere statisticamente sensato, vizia il risultato con un effetto di selezione.

### Esistono, ma sono troppo lontane nello spazio e nel tempo
L'Universo è vasto. Prendendo come riferimento la velocità della luce, essa impiega oltre 2 milioni di anni solo per arrivare alla galassia più vicina.
È dunque possibile che esistano diverse civiltà evolute e desiderose di comunicare, ma isolate dalle enormi distanze intergalattiche.
Questa soluzione però implica che probabilmente siamo soli nella nostra galassia, in contrasto con le stime meno pessimistiche dell'equazione di Drake, che ipotizza l'esistenza di 600 civiltà evolute.
Una forma corretta di questa tesi afferma che le civiltà aliene siano attualmente troppo lontane, oppure che esistono civiltà relativamente vicine ma che non hanno ancora intrapreso, o intrapreso da poco, esplorazioni/comunicazioni spaziali.
Anche questa ipotesi non è soddisfacente: se il principio di mediocrità deve essere applicato per postulare l'esistenza di altre specie aliene, deve essere applicato anche per scartare posizioni temporali speciali nella storia della galassia, come sarebbe quella dell'inizio della colonizzazione galattica.
Infine va considerato che due ipotetiche civiltà vicine nello spazio, ma separate da un lasso temporale anche breve nell'evoluzione tecnologica, sarebbero totalmente ignare l'una dell'altra. Inoltre un'obiezione fondamentale a quest'ipotesi è che la limitazione può riguardare solo i viaggi interstellari, non le comunicazioni via onde elettromagnetiche alla velocità della luce. È proprio la motivazione dietro agli esperimenti del SETI che da decenni cerca di captare nelle onde radio, segni di una comunicazione diretta (cioè inviata volontariamente) o indiretta (cioè fasci di onde radio usate per comunicazioni locali). L'assenza completa di queste trasmissioni non può essere imputata all'enorme distanza.
Secondo il fisico Roger Penrose, ideatore della cosmologia ciclica conforme secondo cui l'universo ha un'età infinita, alcuni segnali nella radiazione cosmica di fondo potrebbero anche indicare fonti di energia provenienti da civiltà aliene precedenti al Big Bang dell'attuale periodo dell'universo, civiltà che sarebbero quindi molto lontane da noi nel tempo.

### Esistono, ma non comunicano o non vogliono comunicare
Ancora più complesso è ipotizzare quale sia la probabilità che una forma di vita possa evolversi fino a creare una specie autocosciente e desiderosa di comunicare. È possibile che nell'Universo esistano molti corpi celesti ospitanti una forma di vita, ma su pochissimi questa si sia evoluta in una civiltà tecnologica.
Inoltre anche se una civiltà sviluppa i mezzi adatti, non è detto che abbia l'idea o il desiderio di comunicare con altri mondi, o perché non ci considerano degni (potrebbero considerare la nostra una civiltà troppo arretrata) o hanno paura di noi o perché pensano che un contatto diretto possa nuocere a noi/loro, o semplicemente non hanno mai sviluppato l'idea dell'esistenza di altre civiltà con cui comunicare.
Tuttavia concepire una specie aliena come un'unica entità non è soddisfacente: se pure la civiltà aliena nel suo complesso fosse disinteressata, timorosa o non desiderosa di comunicare con altre civiltà, ciò non preclude che al suo interno possano esistere individui o gruppi interessati a comunicare. Inoltre, ed è un'obiezione determinante, indipendentemente dalla non volontà di comunicare, una civiltà tecnologica evoluta e arrivata almeno alla scoperta ed utilizzo delle onde elettromagnetiche produrrebbe comunque messaggi inconsapevoli attraverso la propagazione nello spazio delle comunicazioni locali.

#### Teoria della "foresta oscura"
L'ipotesi della foresta oscura è l'idea che molte civiltà aliene esistano nell'universo, ma siano silenziose perché paranoiche, si presume cioè che qualsiasi civiltà capace di viaggiare nello spazio considererebbe ogni altra vita intelligente come una inevitabile minaccia 
da distruggere appena individuata.
Di conseguenza, lo spettro elettromagnetico sarebbe relativamente silenzioso, senza prove di vita aliena intelligente, come in una "foresta oscura"...piena di "cacciatori armati che si aggirano tra gli alberi come fantasmi".
L'ipotesi è stata formulata nel 1983 dall'astronomo e autore David Brin nel suo riepilogo di argomentazioni a favore e contro il paradosso di Fermi del quale questa ipotesi è una possibile soluzione.
In seguito, il concetto è stato chiamato "ipotesi della foresta oscura" nel romanzo di fantascienza del 2008 di Liu Cixin La materia del cosmo dove vengono formulati due assiomi:
- il bisogno primario di ogni civiltà è la sopravvivenza,
- le civiltà crescono e si espandono continuamente, ma la quantità della materia e delle risorse dell'universo rimane costante,

di conseguenza l'universo è come una foresta oscura dove tutti si nascondono perché essere individuati significa essere annientati in quanto possibili concorrenti per la sopravvivenza.
A questa teoria si possono però portare le obiezioni già viste nel punto precedente; una civiltà tecnologica necessariamente produce una grande quantità di messaggi inconsapevoli, almeno fino a quando non subentra la sindrome della foresta oscura, ammesso che questa sia necessariamente l'evoluzione di ogni civiltà. 
Inoltre anche a questa teoria si può portare una delle obiezioni principali dei punti precedenti: l'unica civiltà tecnologica di cui abbiamo esperienza è la nostra e noi ci stiamo comportando in modo completamente opposto.

#### Teoria della "autarchia"
La teoria della "autarchia" si basa sul ragionamento logico per il quale una civiltà aliena in grado di varcare gli immensi spazi interstellari con sonde e astronavi o di emettere segnali elettromagnetici di potenza tale da consentire comunicazioni efficienti multidirezionali, dovrebbe aver maturato tecnologie tali da permettere anche la soddisfazione di qualsiasi concreta necessità materiale, dalla fabbricazione mediante l'assemblaggio di particelle elementari, di qualsiasi elemento, al controllo completo dell'ambiente e della durata della vita dei suoi appartenenti. Avendo raggiunto il controllo completo del proprio ambiente e potendolo plasmare a proprio piacere, sarebbe una civiltà "a-economica" (perché non più condizionata dalla scarsità di risorse) e perfettamente autarchica, e non avrebbe, quindi, alcun motivo per espandersi. 

### Non siamo in grado di ricevere comunicazioni
I tentativi di inviare/ricevere comunicazioni si sono basati sull'utilizzo di onde elettromagnetiche. Così come prima di Guglielmo Marconi non avremmo neppure immaginato di usare questo mezzo, così potremmo non essere neppure in grado di immaginare le tecniche usate da civiltà radicalmente diverse dalla nostra. Alcune tecnologie teorizzate potrebbero essere basate sui neutrini, le onde gravitazionali o la correlazione quantistica. Vi è da aggiungere che tali tecnologie di comunicazioni teorizzate sono assai opinabili sulla base delle conoscenze scientifiche attuali, in particolare utilizzare la correlazione quantistica per trasmettere informazioni contrasta con un ben assodato teorema della meccanica quantistica. La trasmissione mediante onde gravitazionali o neutrini non pone obiezioni di carattere teorico, ma richiederebbe civiltà con una quantità di energia paragonabile a quella contenuta in larga parte dell'Universo. Attualmente vi sono in funzione in alcuni laboratori rivelatori di neutrini e di onde gravitazionali in grado di misurare tali ipotetici segnali se particolarmente intensi. Si può comunque ipotizzare che una civiltà attraversi diverse fasi di evoluzione tecnologica, passando anche per le relativamente facili onde elettromagnetiche. È ragionevole ritenere che scienziati di questa civiltà siano in grado comunque di ricevere e decodificare segnali radio, anche se per loro ormai obsoleti.
Rimanendo nel campo delle onde radio dobbiamo tenere in considerazione il problema della velocità della luce. Le microonde da noi emesse da quando si è sviluppata la televisione si stanno ancora allontanando da noi alla velocità della luce in tutte le direzioni. Il raggio in anni luce della sfera entro la quale queste informazioni sono ricevibili coincide numericamente con il periodo in anni dal quale le trasmissioni sono iniziate. Nel caso della Terra questo valore è quindi di circa 90 anni luce. La tendenza ad ottimizzare le trasmissioni per ragioni economiche, come nel caso della televisione digitale o dei telefoni cellulari, focalizzandole in fasci di microonde e sopprimendo la portante, fa sì che i segnali trasmessi siano meno distinguibili dallo spazio.
I critici di questa soluzione fanno notare che se una civiltà aliena volesse comunicare, utilizzerebbe dei segnali facilmente riconoscibili come tali, come ad esempio una modulazione con portante. Se tale civiltà intendesse usare segnali di difficile ricezione per evitare di comunicare con altre civiltà più arretrate o diverse, si ricadrebbe nel caso precedente. Inoltre alcuni dei mezzi di comunicazione proposti, alternativi alle onde elettromagnetiche, o sono speculazioni teoriche o sono già rilevabili con la tecnologia terrestre.

#### Il SETI
Dagli anni '60 è in corso un progetto che cerca sistematicamente di individuare possibili trasmissioni intelligenti provenienti dal cosmo: il progetto SETI. I segnali radio vengono ricevuti dal radiotelescopio di Arecibo, a Porto Rico, e analizzati da una rete di migliaia di personal computer, il SETI@home, di partecipanti volontari. Fino ad ora (maggio 2025) nessun segnale è stato rilevato da questo progetto e da tutti i precedenti tentativi (con la possibile eccezione del Segnale Wow!, captato il 15 agosto 1977 da Jerry R. Ehman con il radiotelescopio Big Ear).
Recentemente è però stato fatto notare che modulazioni più evolute, come quelle digitali, sono più difficili da riconoscere come portatrici di informazione, quasi indistinguibili dal rumore di fondo. In sostanza i segnali potrebbero essere arrivati ma non essere stati riconosciuti.